# Feldfabrik
Als Feldfabrik wird in der Bauwirtschaft die Produktion von Betonfertigteilen an der Baustelle bezeichnet. 
In Frage kommt so eine Produktion bei sehr vielen gleichen Bauteilen (z. B. Stadionbau). Die Vorteile liegen im günstigeren Transport (nur Schüttgüter) und geringeren Kosten pro Bauteil. 
Durch die neue DIN 1045 haben sich allerdings andere Anforderungen an die Bauqualität ergeben. Die notwendige Spezialschalung und Qualitätssicherung haben dazu geführt, dass sich Unternehmen speziell nur mit dem Betrieb von Feldfabriken beschäftigen.